# İlhan Demirci
İlhan Demirci (Trabzon, 7 oktober 1987) is een Nederlands-Turks voetballer die als verdediger voor Stormvogels Telstar speelde.

## Carrière
İlhan Demirci speelde in de jeugd van AFC DWS en Stormvogels Telstar, waar hij van 2005 tot 2008 deel uitmaakte van de eerste selectie. Hij debuteerde voor Telstar op 27 augustus 2007, in de met 1-2 gewonnen uitwedstrijd tegen FC Omniworld. Hij kwam in de 89e minuut in het veld voor Richmond Bossman. In de met 0-1 verloren thuiswedstrijd tegen FC Emmen op 17 september 2007 stond hij voor de eerste en enige keer in de basisopstelling van Telstar. In 2008 vertrok hij naar FC Rijnvogels, waar hij tot 2012 speelde.

### Statistieken
| Seizoen                  | Club                | Land           | Competitie     | Competitie | Competitie | Beker | Beker | Totaal | Totaal |
| Seizoen                  | Club                | Land           | Competitie     | Wed.       | Dlp.       | Wed.  | Dlp.  | Wed.   | Dlp.   |
| ------------------------ | ------------------- | -------------- | -------------- | ---------- | ---------- | ----- | ----- | ------ | ------ |
| 2005/06                  | Stormvogels Telstar | Nederland      | Eerste divisie | 0          | 0          | 0     | 0     | 0      | 0      |
| 2006/07                  | Stormvogels Telstar | Nederland      | Eerste divisie | 0          | 0          | 0     | 0     | 0      | 0      |
| 2007/08                  | Stormvogels Telstar | Nederland      | Eerste divisie | 2          | 0          | 0     | 0     | 2      | 0      |
| Carrièretotaal           | Carrièretotaal      | Carrièretotaal | Carrièretotaal | 2          | 0          | 0     | 0     | 2      | 0      |
| Bijgewerkt op 3 mei 2019 |                     |                |                |            |            |       |       |        |        |